# 1-Tétracosanol
Le 1-tétracosanol est un alcool gras de formule chimique CH3–(CH2)22–CH2OH. Il peut être obtenu par réduction de l'acide lignocérique, un acide gras saturé.